# Entraigues-sur-la-Sorgue
Entraigues-sur-la-Sorgue is een gemeente in het Franse departement Vaucluse (regio Provence-Alpes-Côte d'Azur) en telt 7095 inwoners (2004). De plaats maakt sinds 1 januari 2017 deel uit van het arrondissement Avignon.

## Geografie
De oppervlakte van Entraigues-sur-la-Sorgue bedraagt 16,6 km², de bevolkingsdichtheid is 427,4 inwoners per km².
De onderstaande kaart toont de ligging van Entraigues-sur-la-Sorgue met de belangrijkste infrastructuur en aangrenzende gemeenten.

## Demografie
Onderstaande figuur toont het verloop van het inwonertal (bron: INSEE-tellingen).
1. ↑  Populations de référence 2022.